# ایلنیا پاستورلی
ایلنیا پاستورلی (ایتالیایی: Ilenia Pastorelli؛ زادهٔ ۲۴ دسامبر ۱۹۸۵) بازیگر و مدل اهل ایتالیا است. وی در سال ۲۰۱۶ برندهٔ جایزه دیوید دی دوناتلو بهترین بازیگر زن شد.
از فیلم‌ها یا برنامه‌های تلویزیونی که وی در آن نقش داشته است، می‌توان به به من می‌گویند جیگ اشاره کرد.